# Basileuterus ignotus
La reinita del Pirré, arañero del Pirré, reinita del Tacarcuna o bijirita de Pirré (Basileuterus ignotus) es una especie de ave paseriforme de la familia Parulidae endémica del Parque nacional Darién. Se encuentra en el bosque húmedo de los cerros Pirré y Tacarcuna, , entre los 1.200 y 1650 m de altitud, en la Serranía del Baudó y la Serranía del Darién al oriente de Panamá y noroccidente de Colombia.

## Descripción
Mide en promedio 13 cm de longitud. píleo color castaño rufo o rojizo con margen negro, seguido de franja superciliar amarilla clara; dorso oliváceo; garganta, pecho y vientre amarillo o crema.